# Тойнби, Филип
Филип Тойнби (англ. Theodore Philip Toynbee; 25 июня 1916, Оксфорд — 15 июня 1981, St Briavels, Глостершир) — британо-английский писатель и редактор, поэт и критик. Среди его романов наиболее известны The Savage Days (1937), The Barricades (1943), Tea with Mrs. Goodman (1947).
Сын историка Арнольда Тойнби, внук антиковеда Гилберта Марри, имел брата. Учился в колледже Рэгби и Оксфорде, в Крайст-черч. Будучи студентом-коммунистом, он однажды был избит чернорубашечниками Освальда Мосли. Отмечают, что Ф. Тойнби сделался заметной фигурой в довоенном богемном Лондоне.
В 1938-39 годах редактор газеты. После службы в годы войны, займется издательской деятельностью. С 1950 года член редакции The Observer.
В 1961 году выступил с нападками на романы Дж. Р. Р. Толкиена о хоббитах.
Вместе с отцом написал книгу Comparing Notes: A Dialogue Across a Generation (1963). В 1971 году жюри Букеровской премии. Как отмечают, его ранние романы отражали его левые политические симпатии. Как ясно даёт понять его подруга Джессика Митфорд, большую часть своей жизни Тойнби был алкоголиком и, вероятно, маниакально-депрессивным человеком. Дочь — Polly Toynbee.